# Kobuk River
Kobuk er en flod i den nordvestlige del af   Alaska i USA, med en længde på ca. 475 kilometer. Den løber ud i Beringstrædet, ved byen Noorvik, ikke langt fra hvor Noatak løber ud , lidt mod nord. 
Ved floden ligger Kobuk Valley National Park. Floden har sit udspring i bjergkæden Brooks Range nordvest for Fort Yukon, men har også støre sydfra kommende bifloder som starter  i Ray Mountains, på sydsiden af floden. Det er god laksefangst i Kobuk.
66°55′16″N 160°48′48″V / 66.921111111111°N 160.81333333333°V